# 狩野雄一

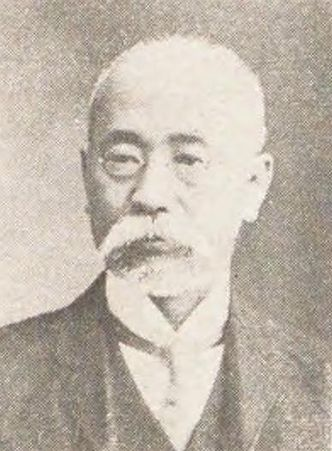
狩野雄一

狩野 雄一（かのう ゆういち、文久3年11月21日（1863年12月31日） - 大正12年（1923年）4月29日）は、日本の衆議院議員（立憲国民党→立憲同志会）。

## 経歴
肥前国佐賀郡赤松（現在の佐賀県佐賀市）出身。狩野玄介、タキ夫妻の長男として生まれる。西肥日報社の経営にあたった。
1912年（明治45年）、第11回衆議院議員総選挙で当選を果たした。

## 著書
- 『西肥遺芳』（1917年、西肥日報社）